# Lijst van medewerkers van het NOS Journaal
Dit is een lijst van medewerkers van het NOS Journaal.

## Nieuwslezers
In de begintijd had het journaal vijf mensen in dienst. Tegen 2010 zijn dat er meer dan 400. Het journaal heeft voornamelijk journalisten in dienst; de technici en cameramensen worden ingehuurd.
In deze lijst zijn alleen de nieuwspresentatoren en hoofdredacteuren van het NTS journaal en NOS Journaal opgenomen.
Het 20.00 uur journaal heeft, behalve op zaterdag, aparte presentatoren. Op zaterdag wordt het achtuurjournaal gepresenteerd door de nieuwslezer die ook het nieuwsblok in Nieuwsuur en het late journaal verzorgt.

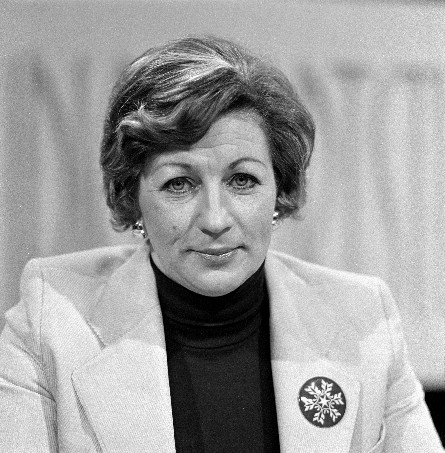
Marga van Arnhem

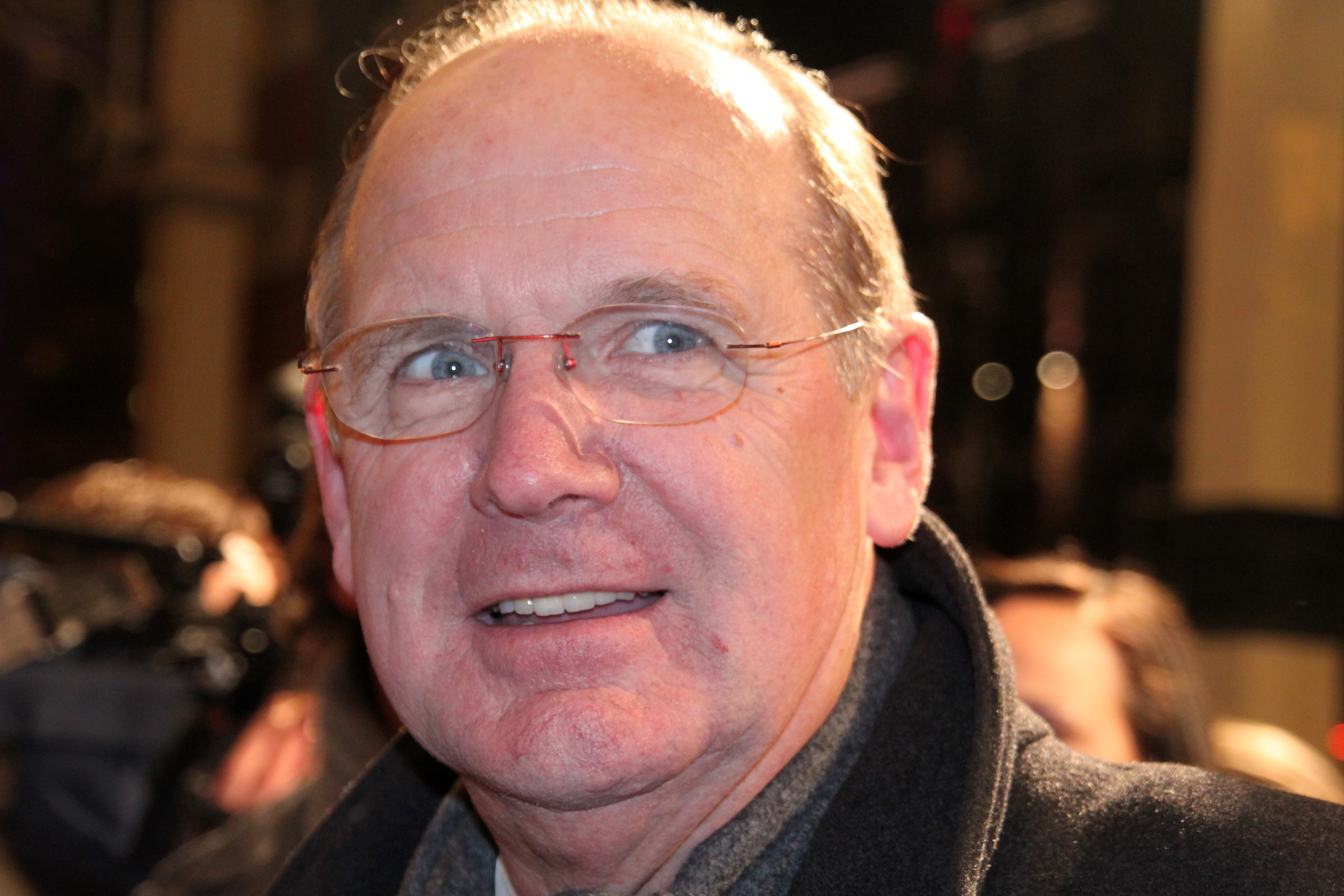
Philip Freriks

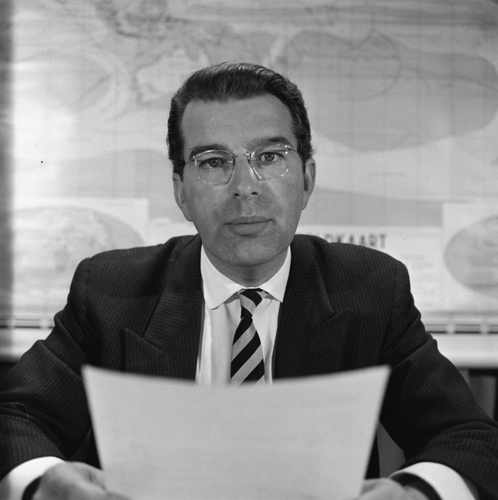
Coen van Hoewijk

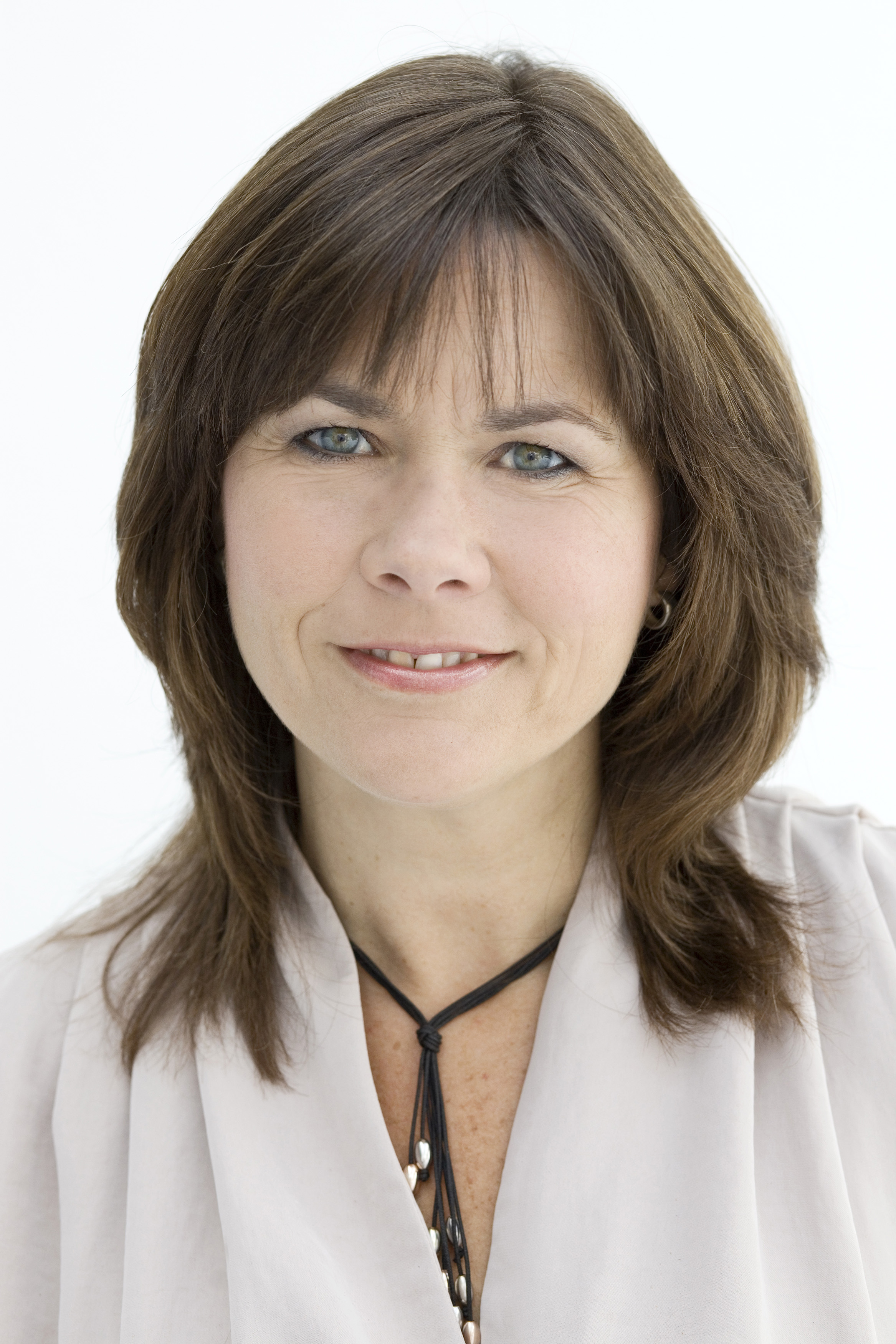
Astrid Kersseboom

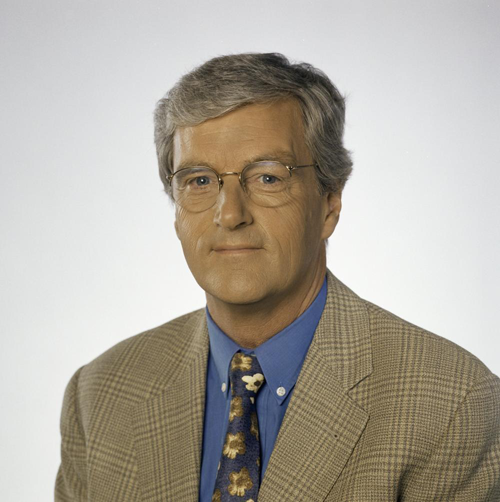
Harmen Siezen

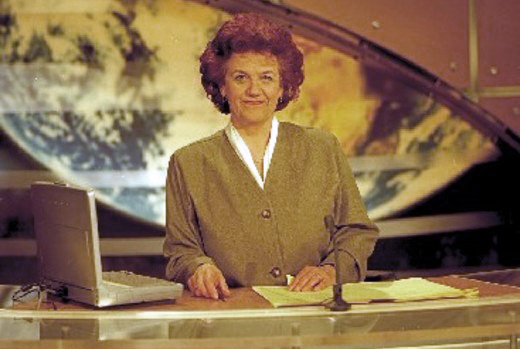
Henny Stoel

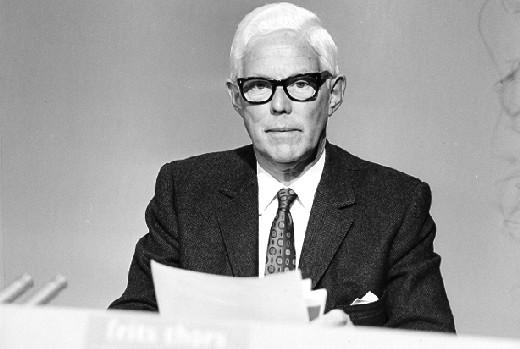
Frits Thors

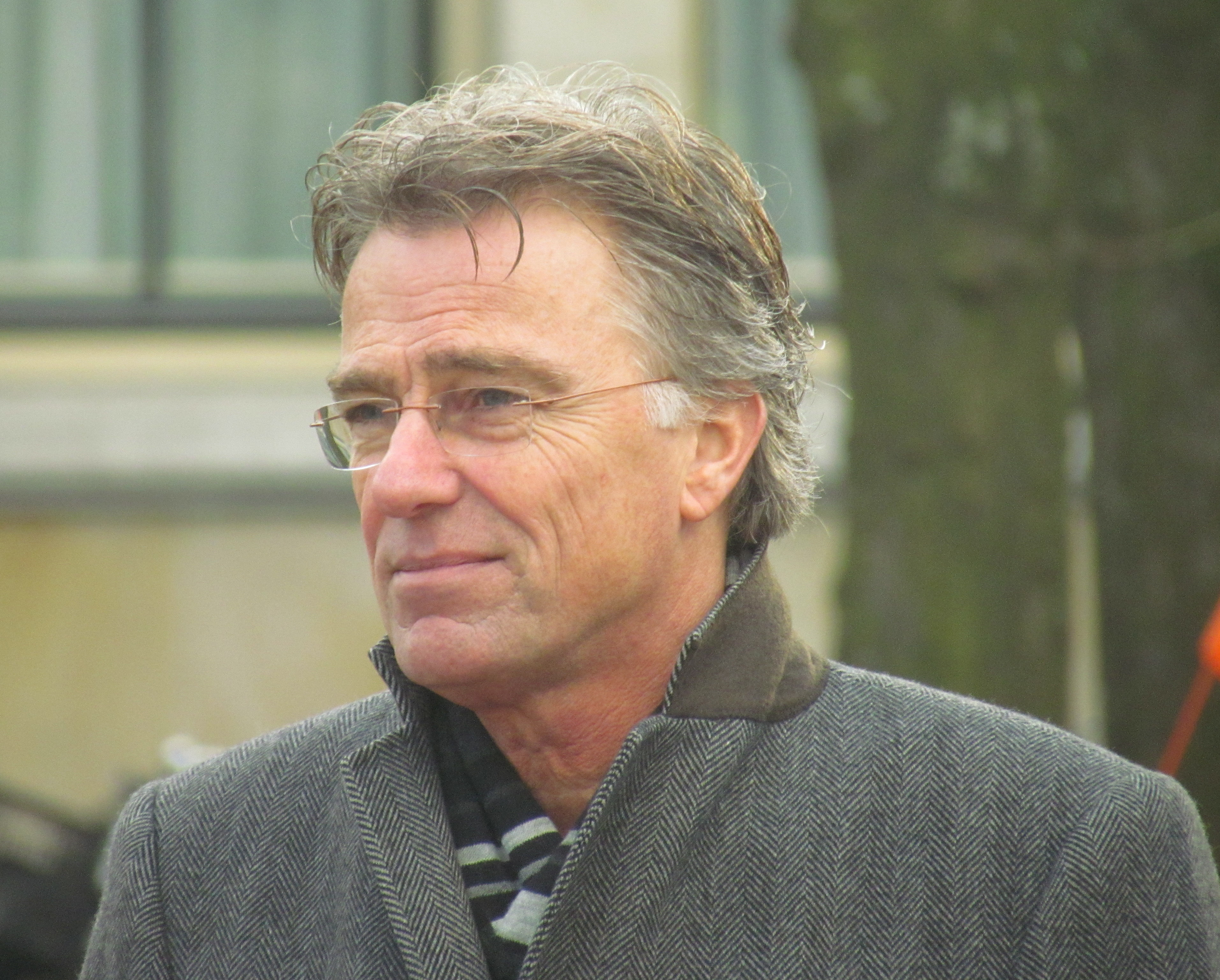
Rob Trip

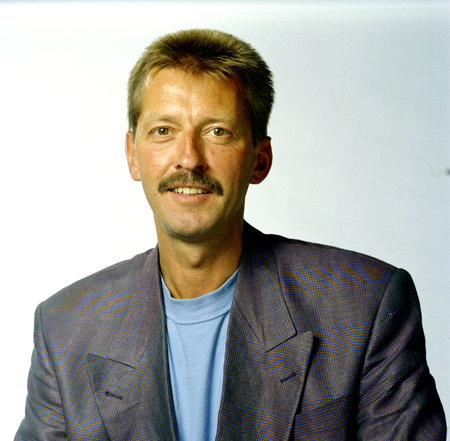
Gijs Wanders

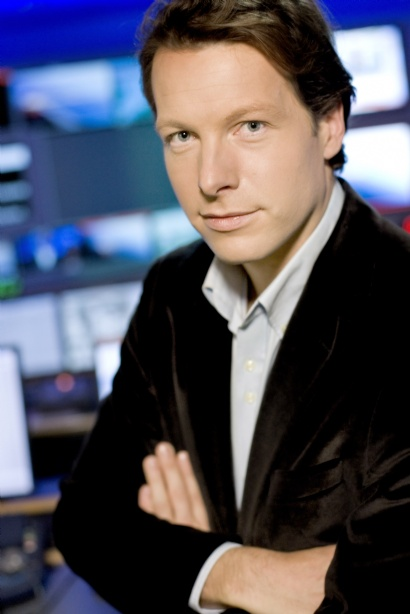
Herman van der Zandt

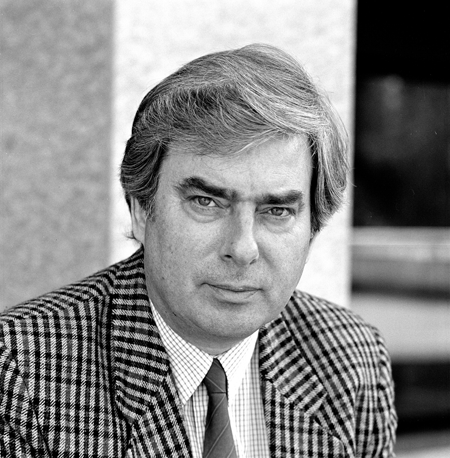
Joop van Zijl

### Huidige presentatoren
| Naam             | Jaren Actief | Opmerking                                                          |
| ---------------- | ------------ | ------------------------------------------------------------------ |
| Jeroen Overbeek  | 1999–heden   | Ochtend, middag, avond en inval 20.00 uur                          |
| Jeroen Tjepkema  | 2006–heden   | Ochtend, middag, avond en inval 20.00 uur                          |
| Rob Trip         | 2010–heden   | 20.00 uur (even weken), op zondag ook om 12.00, 17.00 en 18.00 uur |
| Simone Weimans   | 2011–heden   | Ochtend, middag, avond en inval 20.00 uur                          |
| Winfried Baijens | 2016–heden   | Ochtend, middag, avond en inval 20.00 uur                          |
| Mark Visser      | 2016–heden   | Ochtend, middag, avond en inval 20.00 uur                          |
| Saïda Maggé      | 2019–heden   | Ochtend, middag, avond en inval 20.00 uur                          |
| Afke Boven       | 2022–heden   | Ochtend, middag en avond                                           |
| Iris de Graaf    | 2024–heden   | Ochtend, middag en avond                                           |
| Albert Bos       | 2025–heden   | Ochtend, middag en avond                                           |
| Youssef Abjij    | 2025–heden   | Ochtend en middag                                                  |

### Voormalige presentatoren

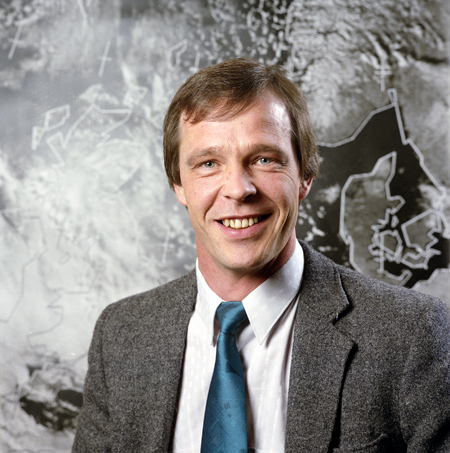
Erwin Kroll

| Presentator           | Periode                         | Bulletins                                      |
| --------------------- | ------------------------------- | ---------------------------------------------- |
| Laïla Abid            | 2008-2010                       | Ochtend, middag en (inval avond - 2× zaterdag) |
| Marga van Arnhem      | 1969-1971                       | Avond, inval 20.00 uur                         |
| Gerard Arninkhof      | 1988-2010                       | Middag, avond en inval 20.00 uur               |
| Michiel Berssenbrugge | 1989-1993                       | Avond, inval 20.00 uur                         |
| Noraly Beyer          | 1985-2008                       | Middag, avond en inval 20.00 uur               |
| Sacha de Boer         | 1996-2013                       | 20.00 uur                                      |
| René van Brakel       | 2009, 2010, 2011-2014           | Ochtend, middag en inval avond                 |
| Amber Brantsen        | 2017-2021                       | Ochtend, middag, avond en inval 20.00 uur      |
| Eef Brouwers          | 1973-1977                       | Avond, inval 20.00 uur                         |
| Biem Buijs            | 2015                            | Inval ochtend en inval middag                  |
| Pepijn Crone          | 2007, 2008 en 2010              | Invaller                                       |
| Pia Dijkstra          | 1988-2000                       | 20.00 uur                                      |
| Elleke van Doorn      | 1984-1996                       | Ochtend, middag, avond en inval 20.00 uur      |
| Fred Emmer            | 1962-1988                       | Avond, inval 20.00 uur                         |
| Philip Freriks        | 1996-2009                       | 20.00 uur                                      |
| Jan Gerritsen         | 1959-1976                       | 20.00 uur                                      |
| Lous Haasdijk         | 1976-1977                       | Avond, inval 20.00 uur                         |
| Maria Henneman        | 1994-1998                       | Middag, avond en inval 20.00 uur               |
| Eugènie Herlaar       | 1965-1969, 1975-1976            | Avond, inval 20.00 uur                         |
| Coen van Hoewijk      | 1956-1962                       | Avond, inval 20.00 uur                         |
| Rien Huizing          | 1965-1984                       | 20.00 uur                                      |
| Brecht van Hulten     | 2006-2009                       | Invaller                                       |
| Aldith Hunkar         | 2004-2007                       | Ochtend, middag en avond                       |
| Audrey van der Jagt   | 1973-1975                       | Avond, inval 20.00 uur                         |
| Eva Jinek             | 2008-2011                       | Ochtend, middag, avond en inval 20.00 uur      |
| Iwris Kelly           | 2002-2006                       | Ochtend, middag en avond                       |
| Astrid Kersseboom     | 1998-2021                       | Ochtend, middag, avond en inval 20.00 uur      |
| Carolijn Lilipaly     | 2003-2004                       | Ochtend en middag                              |
| Wibo van de Linde     | 1964-1969                       | Avond, inval 20.00 uur                         |
| Evita Mac-nack        | 2022, 2024                      | Invaller                                       |
| Bob Meijer            | 1969-1975                       | Avond, inval 20.00 uur                         |
| Milouska Meulens      | 2012, 2014                      | Invaller                                       |
| Roos Moggré           | 2012                            | Invaller                                       |
| Ada Monnikendam       | 1975-1976                       | Avond, inval 20.00 uur                         |
| Frank du Mosch        | 1996-1999                       | Ochtend en middag                              |
| Olivier de Neve       | 2024                            | Invaller                                       |
| Noortje van Oostveen  | 1982-1987                       | 20.00 uur                                      |
| Debby Petter          | 1996-2002                       | Ochtend, middag, avond en inval 20.00 uur      |
| Malou Petter          | 2020–2024                       | Ochtend, middag en avond                       |
| Marga van Praag       | 1994-2002                       | Ochtend, middag, avond en inval 20.00 uur      |
| Nejifi Ramirez        | 2022                            | Invaller                                       |
| Sjoerd van Ramshorst  | 2015                            | Invaller                                       |
| Pim Reijntjes         | 1963-1968                       | Avond, inval 20.00 uur                         |
| Joop Reinboud         | 1957-1968                       | Avond, inval 20.00 uur                         |
| Nick Renooij          | 2015                            | Invaller in de zomer                           |
| Hugo van Rhijn        | 1980-1989                       | Avond, inval 20.00 uur                         |
| Petra van Seventer    | 1989-1992                       | Avond, inval 20.00 uur                         |
| Jeanet Schuurman      | 1999-2011                       | Ochtend, middag, avond en inval 20.00 uur      |
| Harmen Siezen         | 1969-2002                       | Middag, avond en inval 20.00 uur               |
| Hans Smit             | 1996-2004                       | Ochtend, middag en avond                       |
| Dionne Stax           | 2013-2019                       | Ochtend, middag, avond en inval 20.00 uur      |
| Annechien Steenhuizen | 2009-2024                       | 20.00 uur                                      |
| Henny Stoel           | 1988-2003                       | 20.00 uur                                      |
| Humberto Tan          | 1993-2005                       | Ochtend en middag                              |
| Pier Tania            | 1956-1959                       | Avond, inval 20.00 uur                         |
| Frits Thors           | 1965-1972                       | Avond, inval 20.00 uur                         |
| Annette van Trigt     | 2002-2004                       | Avond, inval 20.00 uur                         |
| Sophie Verhoeven      | 1999-2001                       | Ochtend en middag                              |
| Gijs Wanders          | 1989-2005                       | Ochtend, middag, avond en inval 20.00 uur      |
| Maartje van Weegen    | 1984-1989                       | 17.30 en 20.00 uur                             |
| Margriet Wesselink    | 2007-2008                       | NOS op 3                                       |
| Rik van de Westelaken | 1999-2016                       | Ochtend, middag, avond en inval 20.00 uur      |
| Herman van der Zandt  | 2006-2015                       | Ochtend, middag, avond en inval 20.00 uur      |
| Joop van Zijl         | 1959-1961, 1976-1981, 1983-1997 | 20.00 uur                                      |

## Presentatie Achtuurjournaal

### Even weken
- Joop van Zijl (1983-1996)
- Philip Freriks (1996-2010)
- Rob Trip (2010-heden)

### Oneven weken
- Noortje van Oostveen (1982-1987)
- Maartje van Weegen (1987-1989)
- Pia Dijkstra (1989-2000)
- Henny Stoel (2000-2003)
- Sacha de Boer (2003-2013)
- Annechien Steenhuizen (2013-2024)

## Weerpresentatoren

### Huidige presentatoren
- Marco Verhoef (sinds 2004)
- Willemijn Hoebert (sinds 2010)
- Peter Kuipers Munneke (sinds 2013)
- Roosmarijn Knol (sinds 2023)

### Voormalige presentatoren
| Presentator        | Periode   |
| ------------------ | --------- |
| John Bernard       | 1984-1986 |
| Henk van Dorp      | 1986-1990 |
| Gerrit Hiemstra    | 1998-2023 |
| Marjon de Hond     | 2000-2009 |
| Erwin Kroll        | 1986-2011 |
| Harry Otten        | 1983-1986 |
| Monique Somers     | 1995-1998 |
| Peter Timofeeff    | 1990-1996 |
| Joop den Tonkelaar | 1953-1968 |
| Diana Woei         | 1998-2000 |

## Verslaggevers
Verslaggevers zijn sinds 2021 onder andere:

### Binnenland
- Youssef Abjij
- Martijn Bink
- Tanja Braun
- Gerri Eickhof
- Nicole le Fever
- Ron Fresen (Den Haag, tot 2022)
- Lidwien Gevers (justitie)

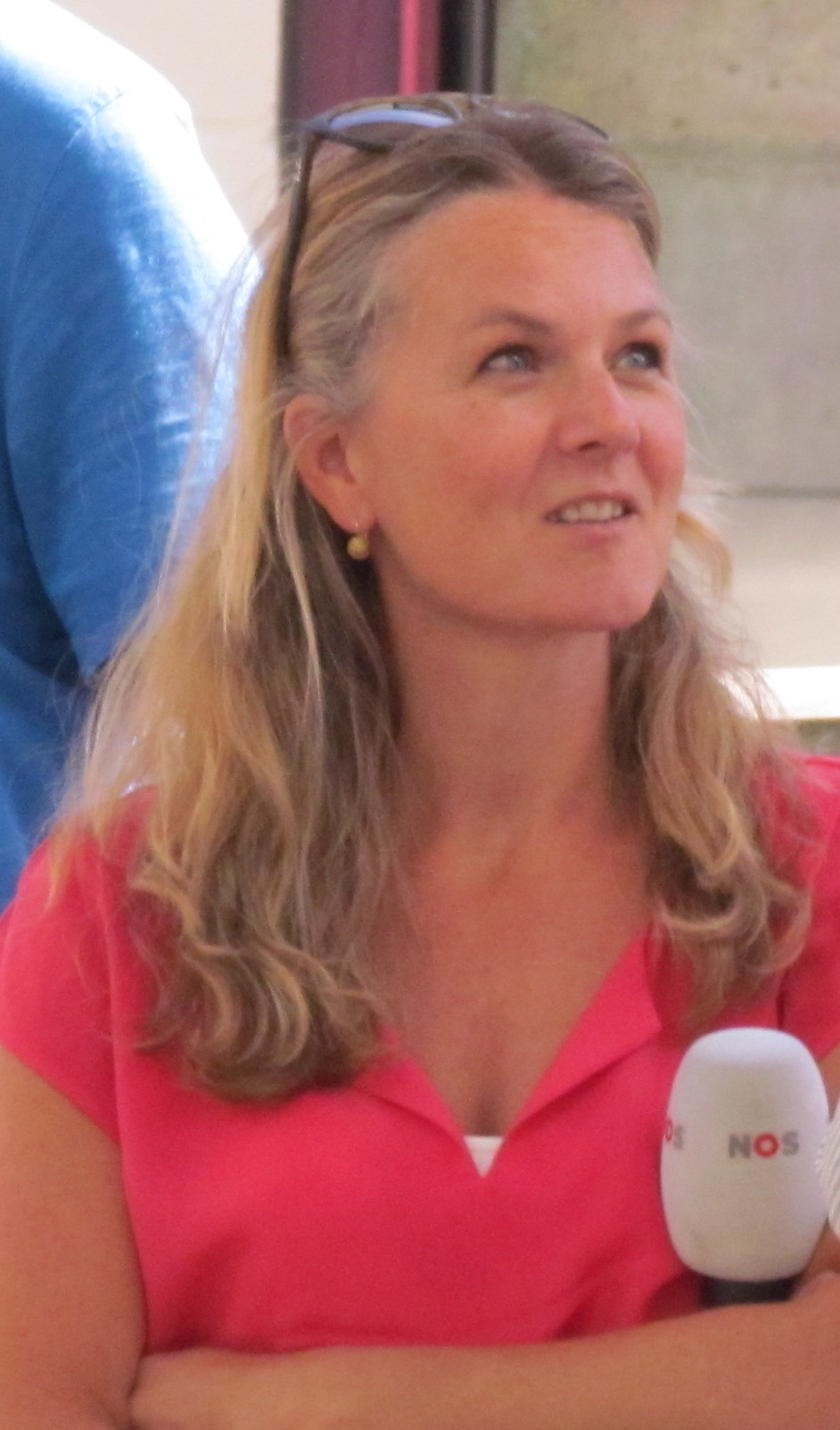
Tanja Braun

- Kysia Hekster (Koninklijk Huis, tot 1 mei 2021)
- Bart Kamphuis (economie)
- Malou Petter
- Lex Runderkamp
- Thomas Spekschoor
- Ardy Stemerding (Den Haag)
- Peer Ulijn
- Eva Wiessing (economie)
- Xander van der Wulp (Den Haag)

## Correspondenten
De NOS heeft een aantal multimediale buitenlandcorrespondenten op vaste standplaatsen. Zij berichten op televisie en radio en schrijven weblogs op internet. Sommigen zijn in vaste dienst bij de NOS, anderen werken op freelance-basis. In dit overzicht zijn de bureauredacteuren niet opgenomen. In 2020 zijn diverse correspondenten als volgt over de wereld verdeeld:

### Europa
- Griekenland en Balkanlanden (Athene): Thijs Kettenis [8]
- België, Luxemburg, Europese Unie en NAVO (Brussel): Kysia Hekster, Ardy Stemerding en Aida Brands
- Duitsland, Liechtenstein, Oostenrijk, Slowakije, Tsjechië en Zwitserland (Berlijn): Charlotte Waaijers en Chiem Balduk
- Denemarken, Noorwegen, Zweden, Finland, IJsland (Kopenhagen): Rolien Créton
- Frankrijk (Parijs): Frank Renout
- Italië (Rome): Heleen D'Haens
- Polen en Oost-Europa (Warschau): Christiaan Paauwe
- Spanje, Andorra en Portugal (Madrid): Miral de Bruijne (vnl. televisie) en Edwin Winkels (radio, tevens voor Studio Sport)
- Verenigd Koninkrijk en Ierland (Londen): Fleur Launspach

### Rest van de wereld
- Afrika: Elles van Gelder (Johannesburg) en Saskia Houttuin (Dakar)
- Verenigde Staten van Amerika en Canada (Washington): Marieke de Vries, Rudy Bouma en Sjoerd den Daas
- China: Laura van Megen, Gabi Verberg
- Australië, Nieuw-Zeeland en Oceanië (Sydney): Meike Wijers
- Curaçao, Aruba, Sint-Maarten en BES-eilanden (Willemstad): Dick Drayer
- Midden-Oosten (Libanon): Daisy Mohr
- Israël en Palestijnse gebieden: Nasrah Habiballah
- Rusland en omliggende voormalige Sovjetlanden (Moskou): Geert Groot Koerkamp
- Suriname (Paramaribo): Nina Jurna
- Turkije en Cyprus (Istanbul): Mitra Nazar
- Zuid-Azië (New Delhi): Devi Boerema[9]
- Zuidoost-Azië (Jakarta): Mustafa Marghadi (vanaf november 2021)[10]
- Japan: Anoma van der Veere

## Hoofdredactie
De hoofdredactie van het NOS Journaal is sinds november 2005 verantwoordelijk voor alle nieuwsuitingen van de NOS op tv, radio, internet en teletekst. De centrale organisatie heet NOS Nieuws.

### Hoofdredacteuren
- Carel Enkelaar (1956-1963)
- Dick Simons (1963-1974)
- Ed van Westerloo (1976-1985)
- Peter Brusse (1985-1987)
- Gerard van der Wulp (1987-1996)
- Nico Haasbroek (1996-2002)
- Hans Laroes (2002-2011)
- Marcel Gelauff (2011-2022)
- Giselle van Cann (2022-)

### Adjunct-hoofdredacteur
- Jan Rodenburg (1987-1989)
- Marcel Gelauff (2003-2011)
- Giselle van Cann (2011-2022)
- Bart Leferink (2012-)
- Wilma Haan (2020-)
- Lucas Waagmeester (2023-)
- Karina ter Horst (2023-)